# Gymnázium Blovice
Gymnázium Blovice (zkratka GB), dříve JSŠ Nepomuk (1959 – 1962) a SVVŠ Blovice (1962 – 1969), je střední škola v bývalém okresním městě Blovice. Jedná se o jediné gymnázium v okrese Plzeň-jih. Do celkem 12 tříd osmiletého a čtyřletého gymnázia chodilo v roce 2019 349 žáků a studentů.

## Historie školy

### Založení školy v Nepomuku
Střední škola byla založena v roce 1959 pod názvem Jedenáctiletá střední škola (JSŠ) Nepomuk. Prvním ředitelem byl František Tvaroch (1959 – 1960), kterého vystřídal Václav Herout (1960 – 1962). Škola však v Nepomuku trpěla nedostatkem vhodných prostor, a proto bylo rozhodnuto o přemístění školy do plánovaného nového školského areálu u nádraží v nedalekém okresním městě Blovice, který se plánoval již od roku 1958 z důvodu nedostatečných kapacit místní základní školy. V letech 1960 až 1962 byl postaven areál nové školy podnikem Pozemní stavby, n. p., přičemž stavba byla provázena nedostatkem pracovních sil, kterýžto problém blovický městský národní výbor řešil vypsáním brigád místních občanů a starších žáků budoucí školy.

### Slavnostní otevření nového areálu a přesun do Blovic

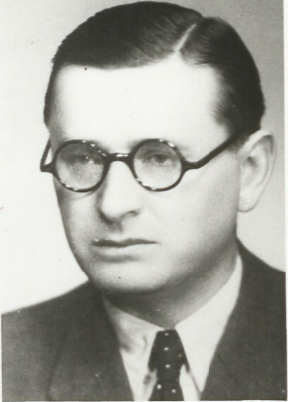
První ředitel SVVŠ Blovice, Josef Homan

Škola, respektive areál o dvou pavilonech a celkem 27 učebnách, byl slavnostně otevřen 2. září 1962 (přípravy se ale konaly již od dubna). Celé město Blovice bylo vyzdobeno vlajkami a po krátkém setkání na radnici se průvod občanů (čítající až 2 500 osob) a hostů přesunul do areálu školy v Družstevní ulici. Mezi čestnými hosty byl například ministr všeobecného strojírenství Karel Poláček, tajemník krajského výboru KSČ Josef Herbolt, tajemník okresního výboru KSČ Václav Procházka, předseda ONV Plzeň-jih Václav Zoubek, předseda MěNV Václav Tampa a mnozí další. Na tomto shromáždění také pronesl nový ředitel školy Josef Homan slavnostní slib. Zástupci ředitele se stala Augusta Macourková a Zdeněk Škarda. V rámci oslav byl zorganizován již 1. září 1962 v Lidovém domě koncert plzeňského rozhlasového orchestru pod taktovkou dirigenta Antonína Devátého.
V nově vybudovaném areálu sídlila v jednom pavilonu Základní devítiletá škola Marie Škardové, v druhém právě střední škola, která se přejmenovala na Střední všeobecně vzdělávací školu (SVVŠ) Blovice. Mohlo tak (mimo jiné) dojít k ukončení směnného vyučování na blovické základní škole, ke kterému se muselo přistoupit kvůli nedostatečným prostorovým možnostem (i když došlo k uvolnění budovy bývalého blovického okresního soudu na náměstí pro potřeby školy). Původní budova základní školy byla adaptována pro potřeby zemědělského učiliště, knihkupectví, knihovny a okresního národního výboru.

### První roky existence
V roce 1963 byla v areálu dokončena stavba školní družiny a tělocvičny, o rok později pak v rámci Akce Z pod vedením Jaroslava Kratochvíla školní hřiště včetně včelína, sadu a malého parku. Došlo také k rozšíření počtu tříd, takže v každém ročníku byly dvě paralelní třídy - jedna s přírodovědným zaměřením, druhá s humanitním; což však vyústilo v prostorové problémy, kdy nebylo možné výuku dále rozšiřovat.
1. září 1967 odešel ředitel Josef Homan do důchodu a na jeho místo přišel dosavadní zástupce ředitele Zdeněk Škarda. Zástupcem se stal Jan Poduška a J. Matas. 1. září 1969 došlo k rozdělení (tehdy již) gymnázia a základní školy na dvě samostatné instituce; ředitelem gymnázia zůstal Zdeněk Škarda a ředitelem základní školy Jan Poduška se zástupci Františkem Budilovským a J. Matasem. Již o dva roky později byl ale Zdeněk Škarda vystřídán Evou Krobovou z Nezvěstic, která na postu setrvala do roku 1976, kdy se ředitelem stal Karel Volf.
Při rušení Gymnázia Stříbro v roce 1981 získalo blovické gymnázium velké množství studijních materiálů. V roce 1985 došlo ke stavební přístavbě kabinetů ve spojovací chodbě mezi pavilony. 1. srpna 1990 byl jmenován novým ředitelem gymnázia Zdeněk Sviták, který musel během normalizace ze školy odejít, a jeho zástupcem se stal dosavadní ředitel Karel Volf.

### Otevření nové školní budovy
1. září 1994 začala stavba nové školní budovy, jako třetího pavilonu stávajícího areálu, poklepáním na základní kámen. Slavnosti se zúčastnil tehdejší ředitel Zdeněk Sviták, poslanec Viktor Dobal nebo starosta Blovic Jaroslav Kratochvíl. Ihned po poklepání vyjely symbolicky na místo bagry a začaly hloubit základy. Finanční pomoc poskytlo MŠMT ve výši 22 milionů korun. Celá stavba byla zvládnuta velmi rychle, neboť byla dokončena již 30. května 1995 (kolaudace proběhla o den déle), tedy za 9 měsíců.
9. června 1995 proběhlo slavnostní otevření nové budovy za účasti ředitele Zdeňka Svitáka, Vladimíra Kříže z MŠMT, blovické starostky Jany Alexyové, zastupitele Jaroslava Kratochvíla, atletky Jarmily Nygrýnové a hostů z partnerských škol. V prosinci 1996 bylo pak k budově připojeno nové křídlo s tělocvičnou, kde se pravidelně konala lukostřelecká mistrovství republiky.

### Snahy o zrušení školy

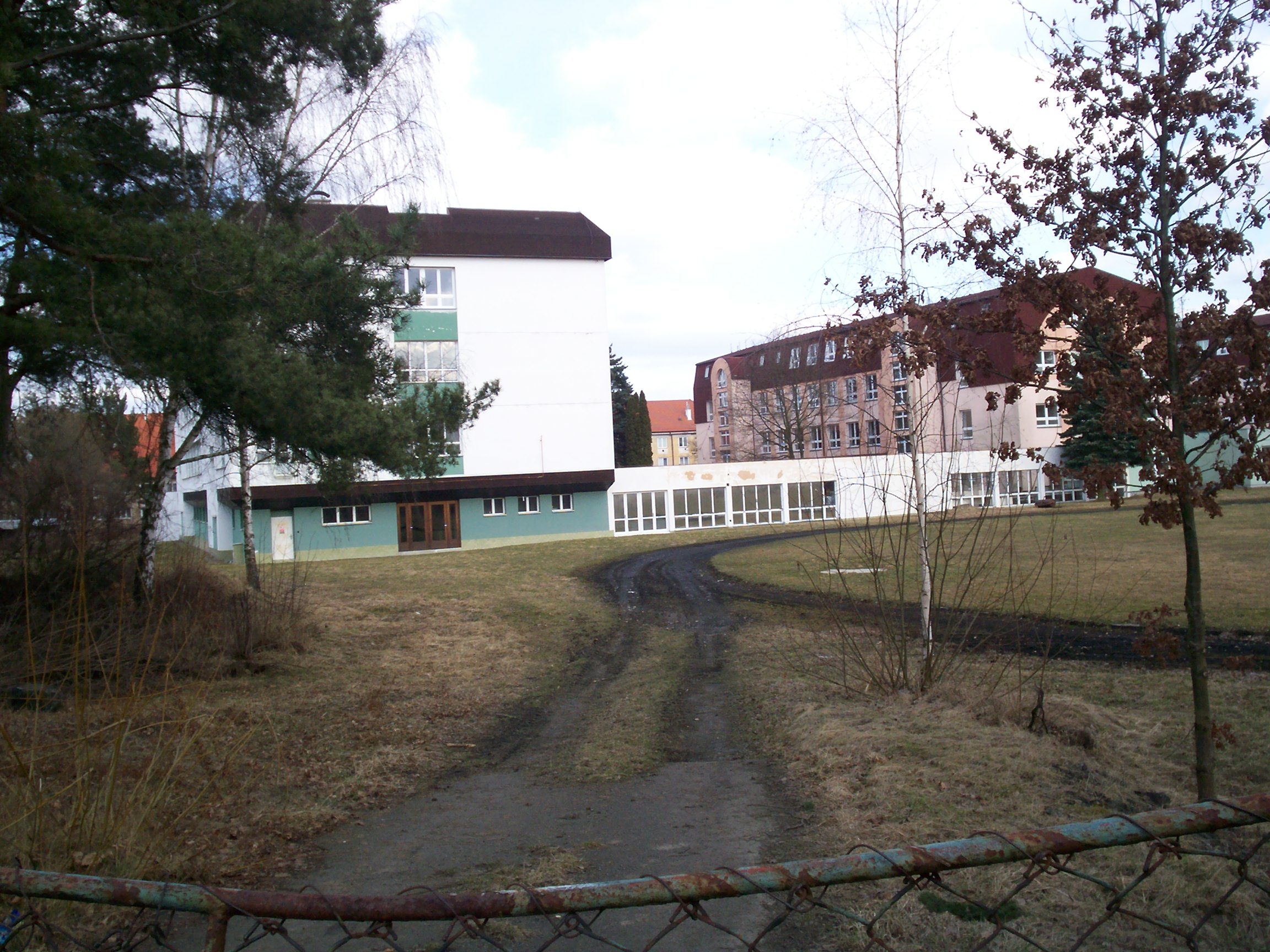
Budova gymnázia v roce 2011

V roce 2010 uvažoval zřizovatel, tedy Plzeňský kraj v čele s radním pro školství Jiřím Stručkem, z úsporných důvodů (konkrétně kvůli nenaplněnosti čtyřletého cyklu) o sloučení blovického gymnázia s plzeňským Mikulášským gymnáziem. Proti tomuto kroku se zvedla vlna nevole mezi učiteli, žáky i blovickými občany, která se projevila například sepsáním petice s více než 2 000 podpisy. Zastupitelé Blovic v čele se starostou Janem Poduškou tedy v lednu 2011 schválili půlmilionovou dotaci gymnáziu tak, aby se vykryla ztráta a nedošlo k jeho sloučení, s čímž souhlasil tehdejší hejtman Milan Chovanec.

### Aktuální stav
V roce 2014 byl založen nadační fond BloG Trust, který má za úkol podporovat nadané žáky blovického gymnázia hlavně na poli uměleckém. Taktéž vznikla dívčí školní kapela Railtale. V roce 2018 bylo kompletně zrekonstruováno školní hřiště. Škola pro své žáky poskytuje také studijně-volnočasové vybavení (knihovna, jídelna, školní klub).

### Chronologie ředitelů
| Pořadí | Ředitel           | Od   | Do   | Poznámka             |
| ------ | ----------------- | ---- | ---- | -------------------- |
| 1.     | František Tvaroch | 1959 | 1960 | ředitel JSŠ Nepomuk  |
| 2.     | Václav Herout     | 1960 | 1962 | ředitel JSŠ Nepomuk  |
| 3.     | Josef Homan       | 1962 | 1967 | ředitel SVVŠ Blovice |
| 4.     | Zdeněk Škarda     | 1967 | 1971 | ředitel SVVŠ Blovice |
| 5.     | Eva Krobová       | 1971 | 1976 |                      |
| 6.     | Karel Volf        | 1976 | 1990 |                      |
| 7.     | Zdeněk Sviták     | 1990 | 2002 |                      |
| 8.     | Marcela Šustrová  | 2002 |      |                      |

Od roku 2002 je ředitelkou Mgr. Marcela Šustrová a od roku 2018 zástupkyní ředitele Mgr. Lada Kotlanová.

## Popis školy

### Spádové území

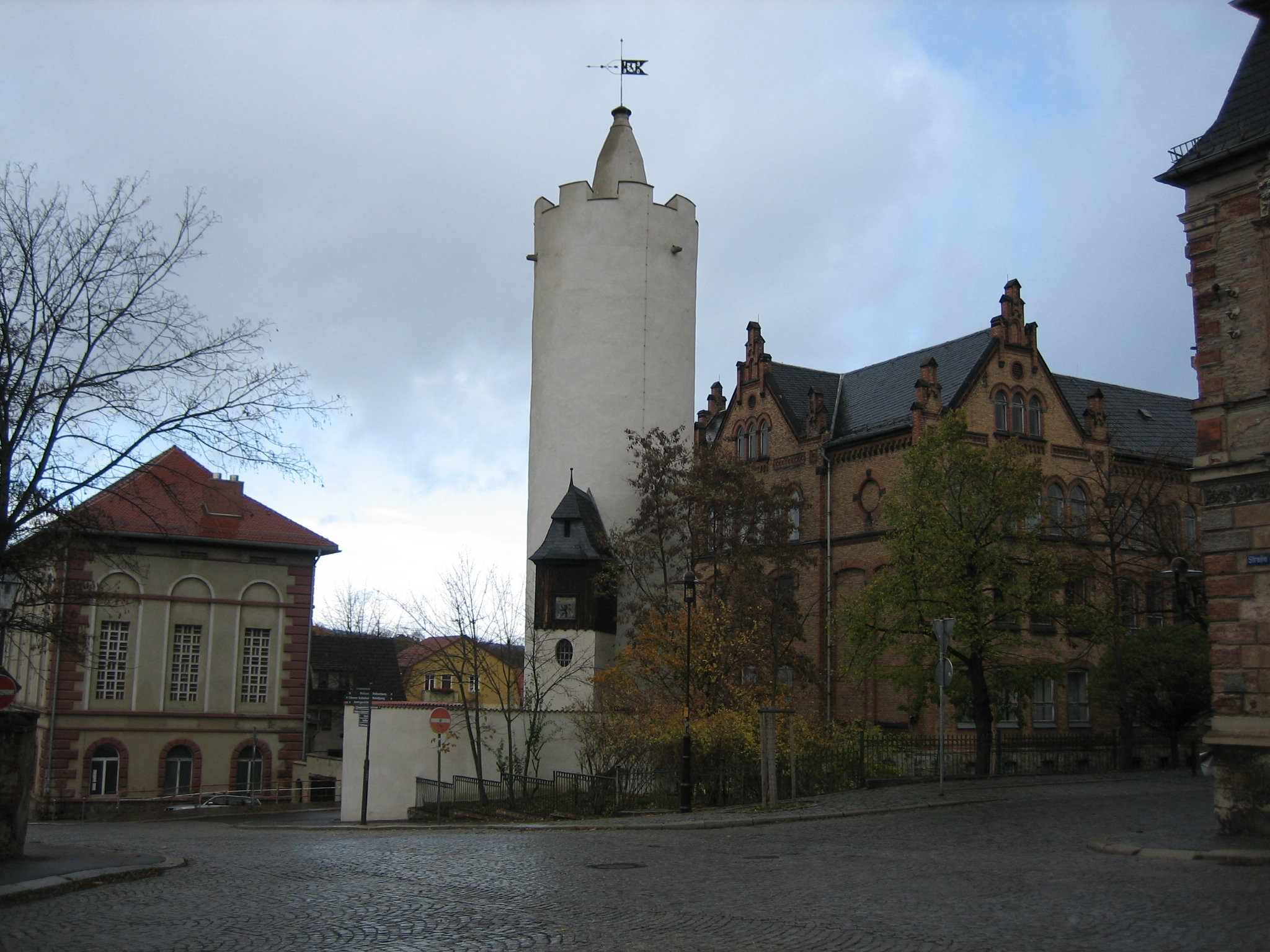
Partnerské Gymnázium u Bílé věže u německém Pößnecku

Vzhledem ke skutečnosti, že Gymnázium Blovice je jediným gymnáziem v okrese Plzeň-jih, je spádové území školy velké – zahrnuje okres Plzeň-jih (bez jeho západní části kvůli špatné dopravní dostupnosti) a částečně i okresy Klatovy a Plzeň-město. Dopravní obslužnost areálu školy je zajištěna díky blízkému vlakovému nádraží.

### Partnerské školy
Během své existence měla škola několik partnerských škol:
- Gymnázium u Bílé věže Pößneck – 90. léta 20. století
- Teublitz – 90. léta 20. století
- Gymnázium Schwandorf – 10. léta 21. století
- Lyceum Apt – 90. léta 20. století
- Lyceum Atény – písemná družba v 90. létech 20. století

## Významní absolventi
- Jaroslav Čechura (* 1952), historik specializující se na novověké sociální dějiny
- Pavel Čížek (* 1964), komunální politik a dlouholetý starosta Spáleného Poříčí
- Ivo Fencl (* 1964), spisovatel[10]
- Marie Fenclová (* 1952), vedoucí Katedry románských jazyků Fakulty filozofické ZČU v Plzni
- Jaroslav Hora (* 1954), český matematik a vysokoškolský pedagog
- Zdeňka Chocholoušková, proděkanka pro vědu a výzkum ZČU
- Ivana Noble (* 1966), teoložka a farářka Církve československé husitské
- Jarmila Nygrýnová (1953 – 1999), atletka a ministryně Evropy ve skoku do dálky
- Jakub Sochor (* 2000), sportovní střelec
- Petr Smutný (* 1947), bývalý senátor a místopředseda Senátu
- Václav Šimánek (* 1970), ředitel FN Plzeň, chirurg a politik
- Mája Švojgrová, lékařka a spoluzakladatelka Českého národního registru dárců dřeně
- Alfred Texel (* 1989), divadelní herec